# El Bosque, Tabasco
El Bosque är en ort i Mexiko.   Den ligger i kommunen Centla och delstaten Tabasco, i den sydöstra delen av landet, 700 km öster om huvudstaden Mexico City. El Bosque ligger 4 meter över havet och antalet invånare är 209.
Terrängen runt El Bosque är mycket platt. Havet är nära El Bosque åt nordväst. Runt El Bosque är det ganska glesbefolkat, med 32 invånare per kvadratkilometer. Närmaste större samhälle är Frontera, 9,0 km sydost om El Bosque. Trakten runt El Bosque består huvudsakligen av våtmarker.